# After.Life
After.Life ist ein US-amerikanischer Horrorfilm/Thriller aus dem Jahr 2009 von Agnieszka Wójtowicz-Vosloo mit Liam Neeson, Christina Ricci und Justin Long.

## Handlung
Die junge Lehrerin Anna Taylor wacht nach einem schweren Autounfall in einem Leichenschauraum auf, in dem sie gerade vom Bestatter Eliot Deacon für die Trauerfeier vorbereitet wird. Anna erklärt Eliot, dass sie noch am Leben sei. Dieser erwidert jedoch, dass sie wirklich tot sei und nur deswegen mit ihm reden könne, da er die besondere Gabe besitze, mit Toten zu sprechen. Anna glaubt ihm jedoch nicht und versucht mehrmals, aus dem Leichenschauraum zu fliehen. 
Annas Verlobter Paul möchte sich von der angeblich Verstorbenen verabschieden, was ihm Eliot unter dem Hinweis, er sei kein Verwandter, aber verwehrt. Paul kommen Zweifel an ihrem Tod, nachdem Jack, ein Schüler Annas, ihm mitgeteilt hat, er habe sie im Haus Eliots durch das Fenster gesehen. Doch erneut verwehrt ihm Eliot den Zutritt. Anna fügt sich in ihr Schicksal, doch dann sieht sie sich in einem Spiegel. Dabei bemerkt sie, dass der Spiegel durch ihren Atem beschlägt. Erneut ist sie davon überzeugt, noch zu leben. Eliot injiziert ihr jedoch ein Medikament, welches sowohl der Präparation von Leichen dient, als auch Lebende in einen Scheintod versetzen kann. Anna wird schließlich beerdigt. Sie kommt im Sarg wieder zu sich, doch der Totengräber hört beim Zuschaufeln des Grabes ihre Rufe nicht. 
Beim anschließenden Empfang zu Ehren der vermeintlich Toten betrinkt sich Paul und stellt Eliot zur Rede. Dieser deutet an, dass Anna noch am Leben sein könnte, und provoziert Paul dadurch, betrunken und mit überhöhter Geschwindigkeit zum Friedhof zu fahren. Er kommt dort an, schaufelt den Sarg frei und rettet Anna. Doch wenig später kommt er im selben Leichenschauhaus zu sich, wo Eliot ihm mitteilt, er sei während seiner Fahrt zum Friedhof bei einem Unfall zu Tode gekommen. Eliot sticht Paul einen Trokar in die Brusthöhle und tötet ihn auf diese Weise.

## Kritiken
Laut Cinema ist After.Life ein „Mit Christina Ricci und Liam Neeson stark besetzter Rätselschocker, der zu bemüht auf mysteriös macht.“ Auch Rotten Tomatoes bewertet den Film mit lediglich 25 % und bescheinigt ihm zwar „eine interessante Prämisse und bewundernswerten Ehrgeiz“, jedoch biete er nicht genug „Wendungen oder Nervenkitzel, um seine gruselige Atmosphäre aufrechtzuerhalten.“
Das Lexikon des internationalen Films meint: „Mystery-Thriller, dem nach der interessanten Ausgangssituation schnell die Ideen ausgehen. Das intensive Spiel der Hauptdarsteller sowie eine solide Inszenierung mildern die erzählerischen Schwächen etwas ab.“